# Mon cœur au ralenti
Pour les articles homonymes, voir Mon cœur au ralenti (homonymie) et Change of Heart.
Pour plus de détails, voir Fiche technique et Distribution.
Mon cœur au ralenti est un film français réalisé par Marco de Gastyne, sorti en 1928.

## Fiche technique
- Titre : Mon cœur au ralenti
- Titre anglophone : Change of Heart
- Réalisation : Marco de Gastyne
- Scénario : d'après un roman de Maurice Dekobra
- Production :  Pathé-Natan
- Photographie : Gaston Brun, Paul Parguel
- Distributeur : Société Anonyme Française des Films Paramount[1]
- Date de sortie: 2 mars 1928[1]

## Distribution
- Annette Benson : Griselda Turner
- Juliette Compton : Lady Winham
- Olaf Fjord : Prince Seliman
- Philippe Hériat : Comte Alfierini
- Choura Milena : Evelyn Turner
- Gaston Modot : Chapinsky
- Georges Paulais : Yarichkine
- Varvara Yanova : Billie Swanson